# Відони (присілок)
Відони (рос. Видони) — присілок в Солецькому районі Новгородської області Російської Федерації.
Населення становить 16 осіб. Входить до складу муніципального утворення Дубровське сільське поселення.

## Історія
Від 2005 року входить до складу муніципального утворення Дубровське сільське поселення

## Населення
1. Н/Д[2]

1. Н/Д[3]